# Elezioni comunali in Toscana del 1999
Le elezioni comunali in Toscana del 1999 si tennero il 13 giugno, con ballottaggio il 27 giugno.

## Provincia di Arezzo

### Arezzo
| Candidati                                   | Candidati                              | Voti                        | %     | Liste                                | Voti   | %     | Seggi |
| ------------------------------------------- | -------------------------------------- | --------------------------- | ----- | ------------------------------------ | ------ | ----- | ----- |
|                                             | Paolo Nepi Accede al ballottaggio      | 24.726                      | 46,47 | Democratici di Sinistra              | 13.747 | 28,27 | 9     |
| Centro Democratico (PPI - RI - CDU)         | Paolo Nepi Accede al ballottaggio      | 24.726                      | 46,47 | 2.852                                | 5,87   | 1     |       |
| Socialisti Democratici Italiani             | Paolo Nepi Accede al ballottaggio      | 24.726                      | 46,47 | 2.430                                | 5,00   | 1     |       |
| Partito dei Comunisti Italiani              | Paolo Nepi Accede al ballottaggio      | 24.726                      | 46,47 | 2.104                                | 4,33   | 1     |       |
| I Democratici                               | Paolo Nepi Accede al ballottaggio      | 24.726                      | 46,47 | 1.470                                | 3,02   | 1     |       |
| Federazione dei Verdi                       | Paolo Nepi Accede al ballottaggio      | 24.726                      | 46,47 | 1.070                                | 2,20   | -     |       |
| Seggio al candidato sindaco                 | Seggio al candidato sindaco            | Seggio al candidato sindaco | 46,47 | 1                                    |        |       |       |
|                                             | Luigi Lucherini Accede al ballottaggio | 23.390                      | 43,96 | Alleanza Nazionale                   | 9.515  | 19,57 | 12    |
| Forza Italia - Centro Cristiano Democratico | Luigi Lucherini Accede al ballottaggio | 23.390                      | 43,96 | 9.402                                | 19,34  | 12    |       |
| Millennium                                  | Luigi Lucherini Accede al ballottaggio | 23.390                      | 43,96 | 729                                  | 1,50   | -     |       |
| I Liberal Sgarbi                            | Luigi Lucherini Accede al ballottaggio | 23.390                      | 43,96 | 613                                  | 1,26   | -     |       |
|                                             | Alfio Nicotra                          | 3.455                       | 6,49  | Partito della Rifondazione Comunista | 3.212  | 6,61  | 2     |
|                                             | Giuliana Aquilanti                     | 1.632                       | 3,07  | Progetto Arezzo                      | 1.478  | 3,04  | -     |
| Totale                                      | Totale                                 | 53.203                      |       |                                      | 48.622 |       | 40    |

Ballottaggio
| Candidati | Candidati                  | Voti   | %      |
| --------- | -------------------------- | ------ | ------ |
|           | Luigi Lucherini ✔️ Sindaco | 22.776 | 51,43  |
|           | Paolo Nepi                 | 21.507 | 48,57  |
| Totale    | Totale                     | 44.283 | 100,00 |

### Cortona
| Candidati                       | Candidati                   | Voti                 | %     | Liste                                | Voti   | %     | Seggi |
| ------------------------------- | --------------------------- | -------------------- | ----- | ------------------------------------ | ------ | ----- | ----- |
|                                 | Emanuele Rachini ✔️ Sindaco | 7.797                | 56,83 | Democratici di Sinistra              | 5.355  | 41,39 | 10    |
| Partito Popolare Italiano       | Emanuele Rachini ✔️ Sindaco | 7.797                | 56,83 | 715                                  | 5,53   | 1     |       |
| Socialisti Democratici Italiani | Emanuele Rachini ✔️ Sindaco | 7.797                | 56,83 | 667                                  | 5,16   | 1     |       |
| Comunisti Italiani              | Emanuele Rachini ✔️ Sindaco | 7.797                | 56,83 | 594                                  | 4,59   | 1     |       |
|                                 | Giuliano Marchetti          | 3.839                | 27,98 | Forza Italia                         | 1.930  | 14,92 | 3     |
| Alleanza Nazionale              | Giuliano Marchetti          | 3.839                | 27,98 | 1.700                                | 13,14  | 2     |       |
| Seggio di coalizione            | Seggio di coalizione        | Seggio di coalizione | 27,98 | 1                                    |        |       |       |
|                                 | Silvia Broncolo             | 1.002                | 7,30  | Partito della Rifondazione Comunista | 977    | 7,55  | 1     |
|                                 | Mauro Turenci               | 599                  | 4,37  | Insieme per Cortona                  | 471    | 3,64  | -     |
|                                 | Anna Cassuoli               | 484                  | 3,53  | MAP                                  | 528    | 4,08  | -     |
| Totale                          | Totale                      | 13.721               | 100   |                                      | 12.937 | 100   | 20    |

### San Giovanni Valdarno
| Candidati                 | Candidati                  | Voti   | %     | Liste                                | Voti  | %     | Seggi |
| ------------------------- | -------------------------- | ------ | ----- | ------------------------------------ | ----- | ----- | ----- |
|                           | Mauro Tarchi ✔️ Sindaco    | 6.014  | 55,92 | Democratici di Sinistra              | 4.025 | 40,63 | 10    |
| Partito Popolare Italiano | Mauro Tarchi ✔️ Sindaco    | 6.014  | 55,92 | 646                                  | 6,52  | 1     |       |
| Cittadini per l'Ulivo     | Mauro Tarchi ✔️ Sindaco    | 6.014  | 55,92 | 495                                  | 5,00  | 1     |       |
| I Democratici             | Mauro Tarchi ✔️ Sindaco    | 6.014  | 55,92 | 378                                  | 3,82  | -     |       |
|                           | Lucia Bacci                | 2.390  | 22,22 | Polo per le Libertà                  | 2.247 | 22,68 | 5     |
|                           | Daniella Dominica Vangieri | 964    | 8,96  | Partito della Rifondazione Comunista | 894   | 9,02  | 1     |
|                           | Francesco Carbini          | 845    | 7,86  | Socialisti Democratici Italiani      | 749   | 7,56  | 1     |
|                           | Lido Spadaccio             | 542    | 5,04  | Comunisti Italiani                   | 472   | 4,76  | 1     |
| Totale                    | Totale                     | 10.755 | 100   |                                      | 9.906 | 100   | 20    |

### Sansepolcro
| Candidati                                                                     | Candidati                            | Voti                 | %     | Liste                                                        | Voti  | %     | Seggi |
| ----------------------------------------------------------------------------- | ------------------------------------ | -------------------- | ----- | ------------------------------------------------------------ | ----- | ----- | ----- |
|                                                                               | Dario Casini Accede al ballottaggio  | 4.072                | 40,78 | Lista Civica di Centro-sinistra                              | 3.942 | 42,72 | 12    |
|                                                                               | Luigino Sarti Accede al ballottaggio | 3.160                | 31,64 | Forza Italia-Alleanza Nazionale-Centro Cristiano Democratico | 1.870 | 20,27 | 3     |
| Viva Sansepolcro                                                              | Luigino Sarti Accede al ballottaggio | 3.160                | 31,64 | 933                                                          | 10,11 | 1     |       |
| Seggio di coalizione                                                          | Seggio di coalizione                 | Seggio di coalizione | 31,64 | 1                                                            |       |       |       |
|                                                                               | Paolo Leonessi                       | 1.867                | 18,70 | Partito della Rifondazione Comunista                         | 883   | 9,57  | 1     |
| I Democratici                                                                 | Paolo Leonessi                       | 1.867                | 18,70 | 653                                                          | 7,08  | 1     |       |
| Patto Democratico (Partito Repubblicano Italiano-Federazione dei Verdi-Altri) | Paolo Leonessi                       | 1.867                | 18,70 | 146                                                          | 1,58  | -     |       |
| Seggio di coalizione                                                          | Seggio di coalizione                 | Seggio di coalizione | 18,70 | 1                                                            |       |       |       |
|                                                                               | Antonio Chiasserini                  | 557                  | 5,58  | Civiltà del 2000                                             | 507   | 5,49  | -     |
|                                                                               | Maurizio Carlo Canosci               | 330                  | 3,30  | Progetto per Sansepolcro                                     | 293   | 3,18  | -     |
| Totale                                                                        | Totale                               | 9.986                | 100   |                                                              | 9.227 | 100   | 20    |

## Provincia di Firenze

### Bagno a Ripoli
| Candidati                           | Candidati                     | Voti                 | %     | Liste                                | Voti   | %     | Seggi |
| ----------------------------------- | ----------------------------- | -------------------- | ----- | ------------------------------------ | ------ | ----- | ----- |
|                                     | Giuliano Lastrucci ✔️ Sindaco | 9.452                | 60,38 | Democratici di Sinistra              | 6.104  | 41,10 | 9     |
| Socialisti Democratici Italiani     | Giuliano Lastrucci ✔️ Sindaco | 9.452                | 60,38 | 913                                  | 6,15   | 1     |       |
| Comunisti Italiani                  | Giuliano Lastrucci ✔️ Sindaco | 9.452                | 60,38 | 694                                  | 4,67   | 1     |       |
| Federazione dei Verdi-I Democratici | Giuliano Lastrucci ✔️ Sindaco | 9.452                | 60,38 | 674                                  | 4,54   | 1     |       |
| Partito Popolare Italiano           | Giuliano Lastrucci ✔️ Sindaco | 9.452                | 60,38 | 597                                  | 4,02   | -     |       |
|                                     | Gianluca Lazzeri              | 4.630                | 29,58 | Forza Italia                         | 2.075  | 13,97 | 3     |
| Alleanza Nazionale                  | Gianluca Lazzeri              | 4.630                | 29,58 | 1.726                                | 11,62  | 2     |       |
| Centro Cristiano Democratico        | Gianluca Lazzeri              | 4.630                | 29,58 | 560                                  | 3,77   | -     |       |
| Seggio di coalizione                | Seggio di coalizione          | Seggio di coalizione | 29,58 | 1                                    |        |       |       |
|                                     | Giovanni Barbagli             | 1.447                | 9,24  | Partito della Rifondazione Comunista | 1.395  | 9,39  | 2     |
|                                     | Laura Nocera                  | 126                  | 0,80  | Partito Umanista                     | 114    | 0,77  | -     |
| Totale                              | Totale                        | 15.655               | 100   |                                      | 14.852 | 100   | 20    |

### Borgo San Lorenzo
| Candidati            | Candidati                   | Voti                 | %     | Liste                                     | Voti  | %     | Seggi |
| -------------------- | --------------------------- | -------------------- | ----- | ----------------------------------------- | ----- | ----- | ----- |
|                      | Antonio Margheri ✔️ Sindaco | 4.858                | 50,65 | L'Ulivo                                   | 3.841 | 43,46 | 11    |
| Comunisti Italiani   | Antonio Margheri ✔️ Sindaco | 4.858                | 50,65 | 654                                       | 7,40  | 1     |       |
|                      | Stefano Bologna             | 1.903                | 19,84 | Forza Italia-Centro Cristiano Democratico | 1.024 | 11.59 | 1     |
| Alleanza Nazionale   | Stefano Bologna             | 1.903                | 19,84 | 684                                       | 7,74  | 1     |       |
| Seggio di coalizione | Seggio di coalizione        | Seggio di coalizione | 19,84 | 1                                         |       |       |       |
|                      | Roberto Cicali              | 1.766                | 18,41 | Partito della Rifondazione Comunista      | 1.660 | 18,78 | 3     |
|                      | Ilda De Angelis             | 1.065                | 11,10 | Lista Libera per Borgo                    | 974   | 11,02 | 2     |
| Totale               | Totale                      | 9.592                | 100   |                                           | 8.837 | 100   | 20    |

### Calenzano
| Candidati | Candidati                    | Voti  | %     | Liste                          | Voti  | %     | Seggi |
| --------- | ---------------------------- | ----- | ----- | ------------------------------ | ----- | ----- | ----- |
|           | Giuseppe Carovani ✔️ Sindaco | 5.842 | 63,77 | L'Ulivo                        | 5.842 | 63,77 | 13    |
|           | Jacopo Alberti               | 1.689 | 23,88 | Polo per le Libertà            | 1.689 | 23,86 | 4     |
|           | Enrico Panzi                 | 868   | 9,47  | Uniti per Cambiare             | 868   | 9,47  | 2     |
|           | Emilio Borelli               | 609   | 6,65  | Gruppo di Lavoro per Calenzano | 609   | 6,65  | 1     |
|           | Aureliano Bruno              | 153   | 1,67  | Lega Nord                      | 153   | 1,67  | -     |
| Totale    | Totale                       | 9.977 | 100   |                                | 9.977 | 100   | 20    |

### Campi Bisenzio
| Candidati                 | Candidati                | Voti                 | %     | Liste                                | Voti   | %     | Seggi |
| ------------------------- | ------------------------ | -------------------- | ----- | ------------------------------------ | ------ | ----- | ----- |
|                           | Adriano Chini ✔️ Sindaco | 14.636               | 68,28 | Democratici di Sinistra              | 7.196  | 38,45 | 14    |
| Partito Popolare Italiano | Adriano Chini ✔️ Sindaco | 14.636               | 68,28 | 2.885                                | 15,41  | 5     |       |
| I Democratici             | Adriano Chini ✔️ Sindaco | 14.636               | 68,28 | 1.083                                | 5,79   | 2     |       |
| Comunisti Italiani        | Adriano Chini ✔️ Sindaco | 14.636               | 68,28 | 669                                  | 3,57   | 1     |       |
| Federazione dei Verdi     | Adriano Chini ✔️ Sindaco | 14.636               | 68,28 | 348                                  | 1,86   | -     |       |
|                           | Salvatore Monti          | 3.778                | 17,62 | Forza Italia                         | 1.838  | 9,82  | 3     |
| Alleanza Nazionale        | Salvatore Monti          | 3.778                | 17,62 | 1.733                                | 9,26   | 2     |       |
| Seggio di coalizione      | Seggio di coalizione     | Seggio di coalizione | 17,62 | 1                                    |        |       |       |
|                           | Siro Innocenti           | 923                  | 4,31  | Partito della Rifondazione Comunista | 929    | 4,96  | 1     |
|                           | Brunella Bresci          | 876                  | 4,09  | Uniti per Campi                      | 845    | 4,51  | 1     |
|                           | Emanuele Bacci           | 514                  | 2,40  | Centro Cristiano Democratico         | 488    | 2,61  | -     |
|                           | Riccardo Nencini         | 511                  | 2,38  | Socialisti Democratici Italiani      | 521    | 2,78  | -     |
|                           | Franco Checcacci         | 198                  | 0,92  | Lega Nord                            | 181    | 0,97  | -     |
| Totale                    | Totale                   | 21.436               | 100   |                                      | 18.716 | 100   | 30    |

### Castelfiorentino
| Candidati                                       | Candidati                | Voti   | %     | Liste                                                        | Voti  | %     | Seggi |
| ----------------------------------------------- | ------------------------ | ------ | ----- | ------------------------------------------------------------ | ----- | ----- | ----- |
|                                                 | Laura Cantini ✔️ Sindaco | 7.290  | 67,90 | Democratici di Sinistra                                      | 5.347 | 53,64 | 12    |
| Comunisti Italiani                              | Laura Cantini ✔️ Sindaco | 7.290  | 67,90 | 1.088                                                        | 10,91 | 2     |       |
| Partito Popolare Italiano-Federazione dei Verdi | Laura Cantini ✔️ Sindaco | 7.290  | 67,90 | 316                                                          | 3,17  | -     |       |
|                                                 | Raffaella Lasagni        | 2.564  | 23,88 | Forza Italia-Alleanza Nazionale-Centro Cristiano Democratico | 2.379 | 23,86 | 5     |
|                                                 | Andrea Petri             | 883    | 8,22  | Partito della Rifondazione Comunista                         | 839   | 8,42  | 1     |
| Totale                                          | Totale                   | 10.737 | 100   |                                                              | 9.969 | 100   | 20    |

### Certaldo
| Candidati                            | Candidati                           | Voti                 | %     | Liste                                                        | Voti  | %     | Seggi |
| ------------------------------------ | ----------------------------------- | -------------------- | ----- | ------------------------------------------------------------ | ----- | ----- | ----- |
|                                      | Rosalba Spini Ciampolini ✔️ Sindaco | 5.668                | 55,27 | Democratici di Sinistra                                      | 4.721 | 50,42 | 11    |
| Comunisti Italiani                   | Rosalba Spini Ciampolini ✔️ Sindaco | 5.668                | 55,27 | 504                                                          | 5,38  | 1     |       |
|                                      | Andrea Spini                        | 2.460                | 23,99 | Lista Civica di Centro-sinistra                              | 1.176 | 12,56 | 2     |
| Partito della Rifondazione Comunista | Andrea Spini                        | 2.460                | 23,99 | 923                                                          | 9,86  | 1     |       |
| Seggio di coalizione                 | Seggio di coalizione                | Seggio di coalizione | 23,99 | 1                                                            |       |       |       |
|                                      | Filippo Ciampolini                  | 2.127                | 20,74 | Forza Italia-Alleanza Nazionale-Centro Cristiano Democratico | 2.039 | 21,78 | 4     |
| Totale                               | Totale                              | 10.255               | 100   |                                                              | 9.363 | 100   | 20    |

### Empoli
| Candidati                 | Candidati                 | Voti                 | %     | Liste                                     | Voti   | %     | Seggi |
| ------------------------- | ------------------------- | -------------------- | ----- | ----------------------------------------- | ------ | ----- | ----- |
|                           | Vittorio Bugli ✔️ Sindaco | 18.695               | 70,00 | Democratici di Sinistra                   | 13.475 | 53,58 | 18    |
| Comunisti Italiani        | Vittorio Bugli ✔️ Sindaco | 18.695               | 70,00 | 1.616                                     | 6,43   | 2     |       |
| I Democratici             | Vittorio Bugli ✔️ Sindaco | 18.695               | 70,00 | 1.134                                     | 4,51   | 1     |       |
| Partito Popolare Italiano | Vittorio Bugli ✔️ Sindaco | 18.695               | 70,00 | 976                                       | 3,88   | 1     |       |
| Federazione dei Verdi     | Vittorio Bugli ✔️ Sindaco | 18.695               | 70,00 | 398                                       | 1,58   | -     |       |
|                           | Nicola Nascosti           | 5.752                | 21,54 | Forza Italia-Centro Cristiano Democratico | 2.791  | 11,10 | 3     |
| Alleanza Nazionale        | Nicola Nascosti           | 5.752                | 21,54 | 2.558                                     | 10,17  | 2     |       |
| Seggio di coalizione      | Seggio di coalizione      | Seggio di coalizione | 21,54 | 1                                         |        |       |       |
|                           | Claudio Bicchielli        | 1.828                | 6,84  | Partito della Rifondazione Comunista      | 1.794  | 7,13  | 2     |
|                           | Luca Cecconi              | 260                  | 0,97  | Socialisti Democratici Italiani           | 249    | 0,99  | -     |
|                           | Sandro Scardigli          | 173                  | 0,65  | Comunismo                                 | 158    | 0,63  | -     |
| Totale                    | Totale                    | 26.708               | 100   |                                           | 25.149 | 100   | 30    |

### Fiesole
| Candidati                                 | Candidati                   | Voti                 | %     | Liste                          | Voti  | %     | Seggi |
| ----------------------------------------- | --------------------------- | -------------------- | ----- | ------------------------------ | ----- | ----- | ----- |
|                                           | Alessandro Pesci ✔️ Sindaco | 5.175                | 56,13 | Democratici di Sinistra        | 3.452 | 40,92 | 9     |
| Partito della Rifondazione Comunista      | Alessandro Pesci ✔️ Sindaco | 5.175                | 56,13 | 693                            | 8,22  | 2     |       |
| Lista Civica                              | Alessandro Pesci ✔️ Sindaco | 5.175                | 56,13 | 347                            | 4,11  | 1     |       |
| Comunisti Italiani                        | Alessandro Pesci ✔️ Sindaco | 5.175                | 56,13 | 292                            | 3,46  | -     |       |
|                                           | Sergio Baccari              | 2.315                | 25,11 | Alleanza Nazionale             | 1.231 | 14,59 | 2     |
| Forza Italia-Centro Cristiano Democratico | Sergio Baccari              | 2.315                | 25,11 | 951                            | 11,27 | 2     |       |
| Seggio di coalizione                      | Seggio di coalizione        | Seggio di coalizione | 25,11 | 1                              |       |       |       |
|                                           | Fabio Cacioli               | 1.730                | 18,76 | Popolari-Federazione dei Verdi | 1.469 | 17,42 | 3     |
| Totale                                    | Totale                      | 9.220                | 100   |                                | 8.435 | 100   | 20    |

### Firenze
| Candidati                                                | Candidati                    | Voti                        | %     | Liste                                | Voti    | %     | Seggi |
| -------------------------------------------------------- | ---------------------------- | --------------------------- | ----- | ------------------------------------ | ------- | ----- | ----- |
|                                                          | Leonardo Domenici ✔️ Sindaco | 108.424                     | 51,65 | Democratici di Sinistra              | 61.274  | 31,48 | 18    |
| Partito dei Comunisti Italiani                           | Leonardo Domenici ✔️ Sindaco | 108.424                     | 51,65 | 11.166                               | 5,74    | 3     |       |
| I Democratici                                            | Leonardo Domenici ✔️ Sindaco | 108.424                     | 51,65 | 8.819                                | 4,53    | 2     |       |
| Partito Popolare Italiano                                | Leonardo Domenici ✔️ Sindaco | 108.424                     | 51,65 | 7.133                                | 3,66    | 2     |       |
| Socialisti Democratici Italiani                          | Leonardo Domenici ✔️ Sindaco | 108.424                     | 51,65 | 4.743                                | 2,44    | 1     |       |
| Federazione dei Verdi                                    | Leonardo Domenici ✔️ Sindaco | 108.424                     | 51,65 | 4.364                                | 2,24    | 1     |       |
| Rinnovamento Italiano                                    | Leonardo Domenici ✔️ Sindaco | 108.424                     | 51,65 | 3.386                                | 1,74    | 1     |       |
|                                                          | Franco Scaramuzzi            | 74.836                      | 35,65 | Forza Italia                         | 29.954  | 15,39 | 7     |
| Alleanza Nazionale                                       | Franco Scaramuzzi            | 74.836                      | 35,65 | 25.320                               | 13,01   | 6     |       |
| Centro Cristiano Democratico                             | Franco Scaramuzzi            | 74.836                      | 35,65 | 5.323                                | 2,73    | 1     |       |
| Azione per Firenze                                       | Franco Scaramuzzi            | 74.836                      | 35,65 | 4.276                                | 2,20    | 1     |       |
| I Liberal Sgarbi                                         | Franco Scaramuzzi            | 74.836                      | 35,65 | 2.438                                | 1,25    | -     |       |
| Lista Pensionati                                         | Franco Scaramuzzi            | 74.836                      | 35,65 | 995                                  | 0,51    | -     |       |
| Seggio al candidato sindaco                              | Seggio al candidato sindaco  | Seggio al candidato sindaco | 35,65 | 1                                    |         |       |       |
|                                                          | Enrico Falqui                | 11.237                      | 5,35  | Partito della Rifondazione Comunista | 10.945  | 5,62  | 2     |
|                                                          | Giangualberto Pepi           | 3.022                       | 1,44  | Movimento Sociale Fiamma Tricolore   | 2.991   | 1,54  | -     |
|                                                          | Giovanni Pallanti            | 2.824                       | 1,35  | Insieme per Firenze                  | 1.588   | 0,82  | -     |
| Partito Repubblicano Italiano - Federazione dei Liberali | Giovanni Pallanti            | 2.824                       | 1,35  | 822                                  | 0,42    | -     |       |
|                                                          | Stefania Ferretti            | 1.717                       | 0,82  | Lista Indipendente                   | 1.567   | 0,81  | -     |
|                                                          | Ugo Barlozzetti              | 1.692                       | 0,81  | Unità Nuova                          | 1.575   | 0,81  | -     |
|                                                          | Giuliano Sottani             | 1.554                       | 0,74  | Partito Socialista                   | 1.492   | 0,77  | -     |
|                                                          | Alessandro Mazzerelli        | 1.374                       | 0,65  | Movimento Autonomista Toscano        | 1.315   | 0,68  | -     |
|                                                          | Daniele Farfoglia            | 1.268                       | 0,60  | Partito DC                           | 1.237   | 0,64  | -     |
|                                                          | Simone Enrico Gnaga          | 1.127                       | 0,54  | Lega Nord                            | 1.097   | 0,56  | -     |
|                                                          | Paolo Vecchi                 | 864                         | 0,41  | Partito Umanista                     | 808     | 0,42  | -     |
| Totale                                                   | Totale                       | 209.939                     |       |                                      | 194.628 |       | 46    |

### Fucecchio
| Candidati                 | Candidati                | Voti                 | %     | Liste                                     | Voti   | %     | Seggi |
| ------------------------- | ------------------------ | -------------------- | ----- | ----------------------------------------- | ------ | ----- | ----- |
|                           | Florio Talini ✔️ Sindaco | 6.593                | 54,60 | Democratici di Sinistra                   | 4.559  | 40,04 | 9     |
| Comunisti Italiani        | Florio Talini ✔️ Sindaco | 6.593                | 54,60 | 922                                       | 8,10   | 2     |       |
| Partito Popolare Italiano | Florio Talini ✔️ Sindaco | 6.593                | 54,60 | 740                                       | 6,50   | 1     |       |
|                           | Rolando Buracchi         | 3.387                | 28,05 | Forza Italia-Centro Cristiano Democratico | 1.627  | 14,29 | 3     |
| Alleanza Nazionale        | Rolando Buracchi         | 3.387                | 28,05 | 1.538                                     | 13,51  | 2     |       |
| Seggio di coalizione      | Seggio di coalizione     | Seggio di coalizione | 28,05 | 1                                         |        |       |       |
|                           | Vanda Seghetti Panichi   | 868                  | 7,19  | Partito Socialista                        | 836    | 7,34  | 1     |
|                           | Sergio Bacci             | 828                  | 6,86  | Partito della Rifondazione Comunista      | 797    | 7,00  | 1     |
|                           | Antonio Cioni            | 400                  | 3,31  | Associazione Cerbaie                      | 366    | 3,21  | 1     |
| Totale                    | Totale                   | 12.076               | 100   |                                           | 11.385 | 100   | 20    |

### Lastra a Signa
| Candidati                 | Candidati                               | Voti                 | %     | Liste                                     | Voti  | %     | Seggi |
| ------------------------- | --------------------------------------- | -------------------- | ----- | ----------------------------------------- | ----- | ----- | ----- |
|                           | Carlo Moscardini Accede al ballottaggio | 4.683                | 43,71 | Democratici di Sinistra                   | 2.836 | 28,86 | 8     |
| Comunisti Italiani        | Carlo Moscardini Accede al ballottaggio | 4.683                | 43,71 | 1.018                                     | 10,36 | 3     |       |
| Partito Popolare Italiano | Carlo Moscardini Accede al ballottaggio | 4.683                | 43,71 | 523                                       | 5,32  | 1     |       |
|                           | Mario Tarantino Accede al ballottaggio  | 3.044                | 28,41 | Forza Italia-Centro Cristiano Democratico | 1.499 | 15,26 | 2     |
| Alleanza Nazionale        | Mario Tarantino Accede al ballottaggio  | 3.044                | 28,41 | 1.180                                     | 12,01 | 1     |       |
| Seggio di coalizione      | Seggio di coalizione                    | Seggio di coalizione | 28,41 | 1                                         |       |       |       |
|                           | Francesco Draghi                        | 1.270                | 11,85 | Partito della Rifondazione Comunista      | 1.177 | 11,98 | 2     |
|                           | Gino Martelli                           | 935                  | 8,73  | Noi con Voi                               | 885   | 9,01  | 1     |
|                           | Massimo Nesti                           | 781                  | 7,29  | Socialisti Democratici Italiani           | 708   | 7,21  | 1     |
| Totale                    | Totale                                  | 10.713               | 100   |                                           | 9.826 | 100   | 20    |

### Pontassieve
| Candidati                                       | Candidati               | Voti   | %     | Liste                                                        | Voti   | %     | Seggi |
| ----------------------------------------------- | ----------------------- | ------ | ----- | ------------------------------------------------------------ | ------ | ----- | ----- |
|                                                 | Mauro Perini ✔️ Sindaco | 8.836  | 68,01 | Democratici di Sinistra                                      | 5.770  | 47,31 | 11    |
| Partito Popolare Italiano-Rinnovamento Italiano | Mauro Perini ✔️ Sindaco | 8.836  | 68,01 | 1.025                                                        | 8,41   | 2     |       |
| Comunisti Italiani                              | Mauro Perini ✔️ Sindaco | 8.836  | 68,01 | 531                                                          | 4,35   | 1     |       |
| I Democratici                                   | Mauro Perini ✔️ Sindaco | 8.836  | 68,01 | 396                                                          | 3,25   | -     |       |
| Federazione dei Verdi                           | Mauro Perini ✔️ Sindaco | 8.836  | 68,01 | 253                                                          | 2,07   | -     |       |
| Socialisti Democratici Italiani                 | Mauro Perini ✔️ Sindaco | 8.836  | 68,01 | 228                                                          | 1,87   | -     |       |
|                                                 | Giovanna Vaggelli       | 3.035  | 23,36 | Forza Italia-Alleanza Nazionale-Centro Cristiano Democratico | 2.901  | 23,79 | 5     |
|                                                 | Giovanna Iacampo        | 1.122  | 8,64  | Partito della Rifondazione Comunista                         | 1.091  | 8,95  | 1     |
| Totale                                          | Totale                  | 12.993 | 100   |                                                              | 12.195 | 100   | 20    |

### San Casciano in Val di Pesa
| Candidati                            | Candidati                 | Voti  | %     | Liste                                                        | Voti  | %     | Seggi |
| ------------------------------------ | ------------------------- | ----- | ----- | ------------------------------------------------------------ | ----- | ----- | ----- |
|                                      | Pietro Roselli ✔️ Sindaco | 6.130 | 62,04 | L'Ulivo Uniti per San Casciano                               | 4.679 | 50,22 | 11    |
| Partito della Rifondazione Comunista | Pietro Roselli ✔️ Sindaco | 6.130 | 62,04 | 672                                                          | 7,21  | 1     |       |
| Comunisti Italiani                   | Pietro Roselli ✔️ Sindaco | 6.130 | 62,04 | 395                                                          | 4,24  | 1     |       |
|                                      | Enrico Bertini            | 2.486 | 25,16 | Forza Italia-Alleanza Nazionale-Centro Cristiano Democratico | 2.344 | 25,16 | 5     |
|                                      | Alessandro Sardelli       | 1.265 | 12,80 | Cattolici-Laici-Socialisti                                   | 1.227 | 13,17 | 2     |
| Totale                               | Totale                    | 9.881 | 100   |                                                              | 9.317 | 100   | 20    |

### Scandicci
| Candidati                       | Candidati                              | Voti                 | %     | Liste                                | Voti   | %     | Seggi |
| ------------------------------- | -------------------------------------- | -------------------- | ----- | ------------------------------------ | ------ | ----- | ----- |
|                                 | Giovanni Doddoli ✔️ Sindaco            | 19.166               | 65,90 | Democratici di Sinistra              | 10.571 | 38,43 | 13    |
| Comunisti Italiani              | Giovanni Doddoli ✔️ Sindaco            | 19.166               | 65,90 | 2.354                                | 8,56   | 3     |       |
| Partito Popolare Italiano       | Giovanni Doddoli ✔️ Sindaco            | 19.166               | 65,90 | 1.317                                | 4,79   | 1     |       |
| Socialisti Democratici Italiani | Giovanni Doddoli ✔️ Sindaco            | 19.166               | 65,90 | 1.238                                | 4,50   | 1     |       |
| I Democratici                   | Giovanni Doddoli ✔️ Sindaco            | 19.166               | 65,90 | 1.050                                | 3,82   | 1     |       |
| Rinnovamento Italiano           | Giovanni Doddoli ✔️ Sindaco            | 19.166               | 65,90 | 762                                  | 2,77   | 1     |       |
| Federazione dei Verdi           | Giovanni Doddoli ✔️ Sindaco            | 19.166               | 65,90 | 751                                  | 2,73   | -     |       |
|                                 | Luigi Baldini                          | 7.599                | 26,13 | Forza Italia                         | 3.316  | 12,06 | 3     |
| Alleanza Nazionale              | Luigi Baldini                          | 7.599                | 26,13 | 3.013                                | 10,95  | 3     |       |
| Centro Cristiano Democratico    | Luigi Baldini                          | 7.599                | 26,13 | 878                                  | 3,19   | 1     |       |
| Seggio di coalizione            | Seggio di coalizione                   | Seggio di coalizione | 26,13 | 1                                    |        |       |       |
|                                 | Francesco Mencaraglia                  | 2.143                | 7,37  | Partito della Rifondazione Comunista | 2.093  | 7,61  | 2     |
|                                 | Olivier Turquet Bravard de la Boisseri | 174                  | 0,60  | Partito Umanista                     | 164    | 0,60  | -     |
| Totale                          | Totale                                 | 29.082               | 100   |                                      | 27.507 | 100   | 30    |

### Sesto Fiorentino
| Candidati                       | Candidati                  | Voti                 | %     | Liste                                | Voti   | %     | Seggi |
| ------------------------------- | -------------------------- | -------------------- | ----- | ------------------------------------ | ------ | ----- | ----- |
|                                 | Andrea Barducci ✔️ Sindaco | 19.358               | 68,83 | Democratici di Sinistra              | 12.500 | 48,85 | 17    |
| Partito Popolare Italiano       | Andrea Barducci ✔️ Sindaco | 19.358               | 68,83 | 2.460                                | 9,61   | 3     |       |
| Comunisti Italiani              | Andrea Barducci ✔️ Sindaco | 19.358               | 68,83 | 1.259                                | 4,92   | 1     |       |
| Federazione dei Verdi           | Andrea Barducci ✔️ Sindaco | 19.358               | 68,83 | 717                                  | 2,80   | -     |       |
| Socialisti Democratici Italiani | Andrea Barducci ✔️ Sindaco | 19.358               | 68,83 | 566                                  | 2,21   | -     |       |
|                                 | Giuseppe Santo             | 6.125                | 21,78 | Alleanza Nazionale                   | 2.929  | 11,45 | 3     |
| Forza Italia                    | Giuseppe Santo             | 6.125                | 21,78 | 2.664                                | 10,41  | 3     |       |
| Seggio di coalizione            | Seggio di coalizione       | Seggio di coalizione | 21,78 | 1                                    |        |       |       |
|                                 | Marta Billo                | 2.151                | 7,65  | Partito della Rifondazione Comunista | 2.044  | 7,99  | 2     |
|                                 | Enrico Borgheresi          | 296                  | 1,05  | Lega Nord                            | 283    | 1,11  | -     |
|                                 | Ivo Pessina                | 196                  | 0,70  | Partito Umanista                     | 167    | 0,65  | -     |
| Totale                          | Totale                     | 28.126               | 100   |                                      | 25.589 | 100   | 30    |

## Provincia di Grosseto

### Follonica
| Candidati                                                     | Candidati                  | Voti   | %     | Liste                                                        | Voti   | %     | Seggi |
| ------------------------------------------------------------- | -------------------------- | ------ | ----- | ------------------------------------------------------------ | ------ | ----- | ----- |
|                                                               | Emilio Bonifazi ✔️ Sindaco | 9.440  | 66,13 | Democratici di Sinistra                                      | 6.513  | 49,78 | 12    |
| Partito Popolare Italiano                                     | Emilio Bonifazi ✔️ Sindaco | 9.440  | 66,13 | 866                                                          | 6,62   | 1     |       |
| Socialisti Democratici Italiani-Partito Repubblicano Italiano | Emilio Bonifazi ✔️ Sindaco | 9.440  | 66,13 | 601                                                          | 4,59   | 1     |       |
| Comunisti Italiani                                            | Emilio Bonifazi ✔️ Sindaco | 9.440  | 66,13 | 350                                                          | 2,68   | -     |       |
| Federazione dei Verdi                                         | Emilio Bonifazi ✔️ Sindaco | 9.440  | 66,13 | 164                                                          | 1,25   | -     |       |
|                                                               | Luigi Costagli             | 3.971  | 27,82 | Forza Italia-Alleanza Nazionale-Centro Cristiano Democratico | 3.783  | 28,92 | 6     |
|                                                               | Roberto Barocci            | 580    | 4,06  | Partito della Rifondazione Comunista                         | 553    | 4,23  | -     |
|                                                               | Emilio Cellini             | 284    | 1,99  | Cittadini per Follonica                                      | 253    | 1,93  | -     |
| Totale                                                        | Totale                     | 14.275 | 100   |                                                              | 13.083 | 100   | 20    |

## Provincia di Livorno

### Cecina
| Candidati                       | Candidati               | Voti                 | %     | Liste                                     | Voti   | %     | Seggi |
| ------------------------------- | ----------------------- | -------------------- | ----- | ----------------------------------------- | ------ | ----- | ----- |
|                                 | Paolo Pacini ✔️ Sindaco | 8.764                | 52,37 | Democratici di Sinistra                   | 5.253  | 34,22 | 10    |
| Socialisti Democratici Italiani | Paolo Pacini ✔️ Sindaco | 8.764                | 52,37 | 799                                       | 5,21   | 1     |       |
| I Democratici                   | Paolo Pacini ✔️ Sindaco | 8.764                | 52,37 | 551                                       | 3,59   | 1     |       |
| Comunisti Italiani              | Paolo Pacini ✔️ Sindaco | 8.764                | 52,37 | 500                                       | 3,26   | -     |       |
| Partito Popolare Italiano       | Paolo Pacini ✔️ Sindaco | 8.764                | 52,37 | 419                                       | 2,73   | -     |       |
| Federazione dei Verdi           | Paolo Pacini ✔️ Sindaco | 8.764                | 52,37 | 287                                       | 1,87   | -     |       |
|                                 | Luciano Villani         | 5.038                | 30,11 | Forza Italia-Centro Cristiano Democratico | 2.323  | 15,13 | 2     |
| Alleanza Nazionale              | Luciano Villani         | 5.038                | 30,11 | 1.983                                     | 12,92  | 2     |       |
| Insieme per Cecina              | Luciano Villani         | 5.038                | 30,11 | 490                                       | 3,19   | -     |       |
| Seggio di coalizione            | Seggio di coalizione    | Seggio di coalizione | 30,11 | 1                                         |        |       |       |
|                                 | Roberto Conti           | 1.144                | 6,84  | Rinnovare Cecina                          | 1.016  | 6,62  | 1     |
|                                 | Dilio Bianchi           | 901                  | 5,38  | Lavoriamo per Cecina                      | 863    | 5,62  | 1     |
|                                 | Vincenzo Maurini        | 887                  | 5,30  | Partito della Rifondazione Comunista      | 866    | 5,64  | 1     |
| Totale                          | Totale                  | 16.734               | 100   |                                           | 15.350 | 100   | 20    |

### Collesalvetti
| Candidati                            | Candidati               | Voti                 | %     | Liste                                     | Voti  | %     | Seggi |
| ------------------------------------ | ----------------------- | -------------------- | ----- | ----------------------------------------- | ----- | ----- | ----- |
|                                      | Nicola Nista ✔️ Sindaco | 6.806                | 69,22 | Democratici di Sinistra                   | 4.585 | 48,51 | 11    |
| Partito della Rifondazione Comunista | Nicola Nista ✔️ Sindaco | 6.806                | 69,22 | 804                                       | 8,51  | 2     |       |
| Partito Popolare Italiano            | Nicola Nista ✔️ Sindaco | 6.806                | 69,22 | 689                                       | 7,29  | 1     |       |
| Socialisti Democratici Italiani      | Nicola Nista ✔️ Sindaco | 6.806                | 69,22 | 250                                       | 2,65  | -     |       |
| Comunisti Italiani                   | Nicola Nista ✔️ Sindaco | 6.806                | 69,22 | 250                                       | 2,65  | -     |       |
|                                      | Margherita Mazzelli     | 2.477                | 25,19 | Forza Italia-Centro Cristiano Democratico | 1.252 | 13,25 | 2     |
| Alleanza Nazionale                   | Margherita Mazzelli     | 2.477                | 25,19 | 1.114                                     | 11,79 | 2     |       |
| Seggio di coalizione                 | Seggio di coalizione    | Seggio di coalizione | 25,19 | 1                                         |       |       |       |
|                                      | Fernando Giorgi         | 550                  | 5,59  | Federazione dei Verdi                     | 507   | 5,36  | 1     |
| Totale                               | Totale                  | 9.833                | 100   |                                           | 9.451 | 100   | 20    |

### Livorno
| Candidati                       | Candidati                      | Voti                        | %     | Liste                                       | Voti   | %     | Seggi |
| ------------------------------- | ------------------------------ | --------------------------- | ----- | ------------------------------------------- | ------ | ----- | ----- |
|                                 | Gianfranco Lamberti ✔️ Sindaco | 54.402                      | 58,74 | Democratici di Sinistra                     | 33.746 | 38,65 | 18    |
| Partito Popolare Italiano       | Gianfranco Lamberti ✔️ Sindaco | 54.402                      | 58,74 | 6.757                                       | 7,74   | 3     |       |
| I Democratici                   | Gianfranco Lamberti ✔️ Sindaco | 54.402                      | 58,74 | 3.214                                       | 3,68   | 1     |       |
| Partito dei Comunisti Italiani  | Gianfranco Lamberti ✔️ Sindaco | 54.402                      | 58,74 | 2.407                                       | 2,76   | 1     |       |
| Federazione dei Verdi           | Gianfranco Lamberti ✔️ Sindaco | 54.402                      | 58,74 | 2.256                                       | 2,58   | 1     |       |
| Socialisti Democratici Italiani | Gianfranco Lamberti ✔️ Sindaco | 54.402                      | 58,74 | 2.048                                       | 2,35   | 1     |       |
| Lista Amaranto (FdL - PRI - RI) | Gianfranco Lamberti ✔️ Sindaco | 54.402                      | 58,74 | 1.185                                       | 1,36   | 1     |       |
|                                 | Maria Rosa Sgherri             | 23.866                      | 25,77 | Forza Italia - Centro Cristiano Democratico | 11.729 | 13,43 | 5     |
| Alleanza Nazionale              | Maria Rosa Sgherri             | 23.866                      | 25,77 | 10.524                                      | 12,05  | 4     |       |
| Seggio al candidato sindaco     | Seggio al candidato sindaco    | Seggio al candidato sindaco | 25,77 | 1                                           |        |       |       |
|                                 | Alessandro Trotta              | 9.951                       | 10,75 | Partito della Rifondazione Comunista        | 9.557  | 10,95 | 4     |
|                                 | Massimo Bianchi                | 4.389                       | 4,74  | Livorno Insieme                             | 3.890  | 4,46  | 1     |
| Totale                          | Totale                         | 92.608                      |       |                                             | 87.313 |       | 40    |

### Piombino
| Candidati                       | Candidati                    | Voti   | %     | Liste                                | Voti   | %     | Seggi |
| ------------------------------- | ---------------------------- | ------ | ----- | ------------------------------------ | ------ | ----- | ----- |
|                                 | Luciano Guerrieri ✔️ Sindaco | 13.512 | 58,58 | Democratici di Sinistra              | 9.951  | 46,03 | 15    |
| Partito Popolare Italiano       | Luciano Guerrieri ✔️ Sindaco | 13.512 | 58,58 | 1.263                                | 5,84   | 2     |       |
| Socialisti Democratici Italiani | Luciano Guerrieri ✔️ Sindaco | 13.512 | 58,58 | 687                                  | 3,18   | 1     |       |
| Comunisti Italiani              | Luciano Guerrieri ✔️ Sindaco | 13.512 | 58,58 | 480                                  | 2,22   | -     |       |
|                                 | Carlo Torlai                 | 4.588  | 19,89 | Nuova Piombino                       | 4.363  | 20,18 | 6     |
|                                 | Giovanni Sironi              | 3.043  | 13,19 | Polo per le Libertà                  | 3.005  | 13,90 | 4     |
|                                 | Marco Giovannelli            | 1.490  | 6,46  | Partito della Rifondazione Comunista | 1.459  | 6,75  | 2     |
|                                 | Paolo Profeti                | 431    | 1,87  | Lista Ecologista                     | 411    | 1,90  | -     |
| Totale                          | Totale                       | 23.064 | 100   |                                      | 21.619 | 100   | 30    |

### Rosignano Marittimo
| Candidati                            | Candidati                       | Voti                 | %     | Liste                                     | Voti   | %     | Seggi |
| ------------------------------------ | ------------------------------- | -------------------- | ----- | ----------------------------------------- | ------ | ----- | ----- |
|                                      | Gianfranco Simoncini ✔️ Sindaco | 12.068               | 65,65 | Democratici di Sinistra                   | 8.162  | 46,55 | 16    |
| Partito della Rifondazione Comunista | Gianfranco Simoncini ✔️ Sindaco | 12.068               | 65,65 | 1.684                                     | 9,60   | 3     |       |
| Partito Popolare Italiano            | Gianfranco Simoncini ✔️ Sindaco | 12.068               | 65,65 | 929                                       | 5,30   | 1     |       |
| Comunisti Italiani                   | Gianfranco Simoncini ✔️ Sindaco | 12.068               | 65,65 | 497                                       | 2,83   | -     |       |
| Socialisti Democratici Italiani      | Gianfranco Simoncini ✔️ Sindaco | 12.068               | 65,65 | 394                                       | 2,25   | -     |       |
|                                      | Maria Graziella Angeli          | 5.034                | 27,38 | Forza Italia-Centro Cristiano Democratico | 2.537  | 14,47 | 4     |
| Alleanza Nazionale                   | Maria Graziella Angeli          | 5.034                | 27,38 | 2.181                                     | 12,44  | 3     |       |
| Seggio di coalizione                 | Seggio di coalizione            | Seggio di coalizione | 27,38 | 1                                         |        |       |       |
|                                      | Marco Marabotti                 | 1.281                | 6,97  | Federazione dei Verdi-Altri               | 1.151  | 6,56  | 2     |
| Totale                               | Totale                          | 18.383               | 100   |                                           | 17.535 | 100   | 30    |

## Provincia di Lucca

### Capannori
| Candidati                                | Candidati                     | Voti                 | %     | Liste                                                      | Voti   | %     | Seggi |
| ---------------------------------------- | ----------------------------- | -------------------- | ----- | ---------------------------------------------------------- | ------ | ----- | ----- |
|                                          | Michele Martinelli ✔️ Sindaco | 13.138               | 54,89 | Forza Italia                                               | 4.583  | 21,55 | 7     |
| Centro Cristiano Democratico-Patto Segni | Michele Martinelli ✔️ Sindaco | 13.138               | 54,89 | 3.851                                                      | 18,11  | 6     |       |
| Alleanza Nazionale                       | Michele Martinelli ✔️ Sindaco | 13.138               | 54,89 | 2.649                                                      | 12,45  | 4     |       |
| Uniti per un Domani-Caccia e Agricoltura | Michele Martinelli ✔️ Sindaco | 13.138               | 54,89 | 714                                                        | 3,36   | 1     |       |
|                                          | Armando Carnini               | 8.052                | 33,64 | Per Capannori (Democratici di Sinistra-Comunisti Italiani) | 3.597  | 16,91 | 5     |
| Rinnovamento per Capannori               | Armando Carnini               | 8.052                | 33,64 | 2.081                                                      | 9,78   | 2     |       |
| Partito Popolare Italiano                | Armando Carnini               | 8.052                | 33,64 | 1.391                                                      | 6,54   | 1     |       |
| Seggio di coalizione                     | Seggio di coalizione          | Seggio di coalizione | 33,64 | 1                                                          |        |       |       |
|                                          | Aldo Antonio Zanchetta        | 1.714                | 7,16  | Rifondazione Comunista                                     | 1.096  | 5,15  | 1     |
| Ambiente e Futuro                        | Aldo Antonio Zanchetta        | 1.714                | 7,16  | 379                                                        | 1,78   | -     |       |
| Seggio di coalizione                     | Seggio di coalizione          | Seggio di coalizione | 7,16  | 1                                                          |        |       |       |
|                                          | Giovanni Massoni              | 764                  | 3,19  | Per i Paesi di Capannori                                   | 689    | 3,24  | 1     |
|                                          | Vinicio Lucchesi              | 268                  | 1,12  | Lega Nord                                                  | 240    | 1,13  | -     |
| Totale                                   | Totale                        | 23.936               | 100   |                                                            | 21.270 | 100   | 30    |

### Massarosa
| Candidati                    | Candidati                              | Voti                 | %     | Liste                       | Voti   | %     | Seggi |
| ---------------------------- | -------------------------------------- | -------------------- | ----- | --------------------------- | ------ | ----- | ----- |
|                              | Fabrizio Larini Accede al ballottaggio | 5.002                | 42,36 | Forza Italia-Caccia e Pesca | 2.131  | 20,12 | 5     |
| Amici per Massarosa          | Fabrizio Larini Accede al ballottaggio | 5.002                | 42,36 | 1.279                       | 12,08  | 3     |       |
| Centro Cristiano Democratico | Fabrizio Larini Accede al ballottaggio | 5.002                | 42,36 | 869                         | 8,21   | 2     |       |
|                              | Luca Poletti Accede al ballottaggio    | 4.689                | 37,84 | Democratici di Sinistra     | 2.558  | 24,15 | 4     |
| Partito Popolare Italiano    | Luca Poletti Accede al ballottaggio    | 4.689                | 37,84 | 800                         | 7,55   | 1     |       |
| Comunisti Italiani           | Luca Poletti Accede al ballottaggio    | 4.689                | 37,84 | 544                         | 5,14   | 1     |       |
| Seggio di coalizione         | Seggio di coalizione                   | Seggio di coalizione | 37,84 | 1                           |        |       |       |
|                              | Lorenzo Del Bucchia                    | 1.854                | 14,96 | Alleanza Nazionale          | 1.109  | 10,47 | 1     |
| Comitati Civici              | Lorenzo Del Bucchia                    | 1.854                | 14,96 | 506                         | 4,78   | -     |       |
| Seggio di coalizione         | Seggio di coalizione                   | Seggio di coalizione | 14,96 | 1                           |        |       |       |
|                              | Ugo Tomei                              | 588                  | 4,74  | Rifondazione Comunista      | 536    | 5,06  | 1     |
|                              | Giuseppina Girolami                    | 260                  | 2,10  | I Liberal Sgarbi            | 258    | 2,44  | -     |
| Totale                       | Totale                                 | 12.393               | 100   |                             | 10.590 | 100   | 20    |

## Provincia di Pisa

### Pontedera
| Candidati                       | Candidati                              | Voti   | %     | Liste                   | Voti   | %     | Seggi |
| ------------------------------- | -------------------------------------- | ------ | ----- | ----------------------- | ------ | ----- | ----- |
|                                 | Paolo Marconcini ✔️ Sindaco            | 8.765  | 54,96 | Democratici di Sinistra | 5.303  | 36,02 | 9     |
| Partito Popolare Italiano       | Paolo Marconcini ✔️ Sindaco            | 8.765  | 54,96 | 1.495                   | 10,15  | 2     |       |
| Socialisti Democratici Italiani | Paolo Marconcini ✔️ Sindaco            | 8.765  | 54,96 | 916                     | 6,22   | 1     |       |
| Comunisti Italiani              | Paolo Marconcini ✔️ Sindaco            | 8.765  | 54,96 | 193                     | 1,14   | -     |       |
|                                 | Franco Valleggi Accede al ballottaggio | 5.691  | 35,69 | Alleanza Nazionale      | 5.172  | 35,13 | 7     |
|                                 | Angiolina Recce                        | 934    | 5,86  | Rifondazione Comunista  | 898    | 6,10  | 1     |
|                                 | Marco Gambini                          | 313    | 1,96  | Partito Socialista      | 293    | 1,99  | -     |
|                                 | Domenico Pandolfi                      | 244    | 1,53  | Lega Nord               | 229    | 1,56  | -     |
| Totale                          | Totale                                 | 15.947 | 100   |                         | 14.723 | 100   | 20    |

### San Giuliano Terme
| Candidati                                       | Candidati                     | Voti                 | %     | Liste                           | Voti   | %     | Seggi |
| ----------------------------------------------- | ----------------------------- | -------------------- | ----- | ------------------------------- | ------ | ----- | ----- |
|                                                 | Gabriele Santoni ✔️ Sindaco   | 9.610                | 54,80 | Democratici di Sinistra         | 6.116  | 38,41 | 10    |
| Partito Popolare Italiano-Rinnovamento Italiano | Gabriele Santoni ✔️ Sindaco   | 9.610                | 54,80 | 1.064                           | 6,68   | 1     |       |
| Comunisti Italiani                              | Gabriele Santoni ✔️ Sindaco   | 9.610                | 54,80 | 1.044                           | 6,56   | 1     |       |
| Federazione dei Verdi                           | Gabriele Santoni ✔️ Sindaco   | 9.610                | 54,80 | 442                             | 2,78   | -     |       |
|                                                 | Virgilio Luvisotti            | 4.762                | 27,16 | Alleanza Nazionale              | 2.523  | 15,84 | 3     |
| Forza Italia                                    | Virgilio Luvisotti            | 4.762                | 27,16 | 1.649                           | 10,36  | 2     |       |
| Seggio di coalizione                            | Seggio di coalizione          | Seggio di coalizione | 27,16 | 1                               |        |       |       |
|                                                 | Gilberto Enio Giampiero Vento | 1.872                | 10,68 | Rifondazione Comunista          | 1.851  | 11,62 | 2     |
|                                                 | Roberto Cesarotti             | 670                  | 3,82  | Socialisti Democratici Italiani | 667    | 4,19  | -     |
|                                                 | Dario Campera                 | 622                  | 3,55  | Lista Civica per San Giuliano   | 568    | 3,57  | -     |
| Totale                                          | Totale                        | 17.536               | 100   |                                 | 15.924 | 100   | 20    |

### San Miniato
| Candidati                 | Candidati                 | Voti                 | %     | Liste                   | Voti   | %     | Seggi |
| ------------------------- | ------------------------- | -------------------- | ----- | ----------------------- | ------ | ----- | ----- |
|                           | Angelo Frosini ✔️ Sindaco | 10.159               | 63,68 | Democratici di Sinistra | 7.242  | 47,64 | 10    |
| Partito Popolare Italiano | Angelo Frosini ✔️ Sindaco | 10.159               | 63,68 | 1.646                   | 10,83  | 2     |       |
| Comunisti Italiani        | Angelo Frosini ✔️ Sindaco | 10.159               | 63,68 | 802                     | 5,28   | 1     |       |
|                           | Franco Mori               | 4.012                | 25,15 | Forza Italia            | 2.234  | 14,69 | 2     |
| Alleanza Nazionale        | Franco Mori               | 4.012                | 25,15 | 1.557                   | 10,24  | 2     |       |
| Seggio di coalizione      | Seggio di coalizione      | Seggio di coalizione | 25,15 | 1                       |        |       |       |
|                           | Piero Maioli              | 1.430                | 8,96  | Rifondazione Comunista  | 1.391  | 9,15  | 2     |
|                           | Mario Rossi               | 351                  | 2,20  | Federazione dei Verdi   | 331    | 2,18  | -     |
| Totale                    | Totale                    | 15.952               | 100   |                         | 15.203 | 100   | 20    |

## Provincia di Pistoia

### Monsummano Terme
| Candidati                                                                   | Candidati                    | Voti                 | %     | Liste                   | Voti   | %     | Seggi |
| --------------------------------------------------------------------------- | ---------------------------- | -------------------- | ----- | ----------------------- | ------ | ----- | ----- |
|                                                                             | Giuliano Calvetti ✔️ Sindaco | 6.108                | 51,84 | Democratici di Sinistra | 4.058  | 37,43 | 10    |
| Rifondazione Comunista                                                      | Giuliano Calvetti ✔️ Sindaco | 6.108                | 51,84 | 648                     | 5,98   | 1     |       |
| Rinnovamento Italiano-Socialisti Democratici Italiani                       | Giuliano Calvetti ✔️ Sindaco | 6.108                | 51,84 | 431                     | 3,98   | 1     |       |
| Partito Popolare Italiano                                                   | Giuliano Calvetti ✔️ Sindaco | 6.108                | 51,84 | 350                     | 3,23   | -     |       |
| I Democratici                                                               | Giuliano Calvetti ✔️ Sindaco | 6.108                | 51,84 | 253                     | 2,33   | -     |       |
|                                                                             | Franco Bartolozzi            | 2.969                | 25,20 | Forza Italia            | 1.548  | 14,28 | 2     |
| Alleanza Nazionale-Liberali                                                 | Franco Bartolozzi            | 2.969                | 25,20 | 869                     | 8,02   | 1     |       |
| Centro Cristiano Democratico-Cristiani Democratici Uniti-Partito Pensionati | Franco Bartolozzi            | 2.969                | 25,20 | 271                     | 2,50   | -     |       |
| Seggio di coalizione                                                        | Seggio di coalizione         | Seggio di coalizione | 25,20 | 1                       |        |       |       |
|                                                                             | Albino Trampuz Barni         | 2.705                | 22,96 | Comitato del No         | 1.368  | 12,62 | 2     |
| Alternativa per Monsummano                                                  | Albino Trampuz Barni         | 2.705                | 22,96 | 1.045                   | 9,64   | 1     |       |
| Seggio di coalizione                                                        | Seggio di coalizione         | Seggio di coalizione | 22,96 | 1                       |        |       |       |
| Totale                                                                      | Totale                       | 11.782               | 100   |                         | 10.841 | 100   | 20    |

### Montecatini Terme
| Candidati                                       | Candidati                | Voti                 | %     | Liste                   | Voti   | %     | Seggi |
| ----------------------------------------------- | ------------------------ | -------------------- | ----- | ----------------------- | ------ | ----- | ----- |
|                                                 | Ettore Severi ✔️ Sindaco | 7.012                | 55,13 | Alleanza Nazionale      | 2.586  | 22,65 | 6     |
| Forza Italia                                    | Ettore Severi ✔️ Sindaco | 7.012                | 55,13 | 1.693                   | 14,83  | 3     |       |
| Montecatini Domani-Centro Cristiano Democratico | Ettore Severi ✔️ Sindaco | 7.012                | 55,13 | 1.605                   | 14,06  | 3     |       |
|                                                 | Sergio Zoppi             | 5.608                | 44,09 | Democratici di Sinistra | 2.191  | 19,19 | 4     |
| Rinnovamento Italiano                           | Sergio Zoppi             | 5.608                | 44,09 | 985                     | 8,63   | 2     |       |
| Socialisti Democratici Italiani                 | Sergio Zoppi             | 5.608                | 44,09 | 707                     | 6,19   | 1     |       |
| Partito Popolare Italiano                       | Sergio Zoppi             | 5.608                | 44,09 | 461                     | 4,04   | -     |       |
| I Democratici                                   | Sergio Zoppi             | 5.608                | 44,09 | 413                     | 3,62   | -     |       |
| Rifondazione Comunista                          | Sergio Zoppi             | 5.608                | 44,09 | 312                     | 2,73   | -     |       |
| Prospettive                                     | Sergio Zoppi             | 5.608                | 44,09 | 247                     | 2,16   | -     |       |
| Federazione dei Verdi                           | Sergio Zoppi             | 5.608                | 44,09 | 131                     | 1,15   | -     |       |
| Seggio di coalizione                            | Seggio di coalizione     | Seggio di coalizione | 44,09 | 1                       |        |       |       |
|                                                 | Antonio Gambetta Vianna  | 100                  | 0,79  | Lega Nord               | 85     | 0,74  | -     |
| Totale                                          | Totale                   | 12.720               | 100   |                         | 11.416 | 100   | 20    |

## Provincia di Prato

### Prato
| Candidati                                  | Candidati                   | Voti                        | %     | Liste                                | Voti   | %     | Seggi |
| ------------------------------------------ | --------------------------- | --------------------------- | ----- | ------------------------------------ | ------ | ----- | ----- |
|                                            | Fabrizio Mattei ✔️ Sindaco  | 50.826                      | 54,65 | Democratici di Sinistra              | 33.647 | 37,57 | 19    |
| I Democratici                              | Fabrizio Mattei ✔️ Sindaco  | 50.826                      | 54,65 | 5.019                                | 5,60   | 2     |       |
| Partito Popolare Italiano                  | Fabrizio Mattei ✔️ Sindaco  | 50.826                      | 54,65 | 4.407                                | 4,92   | 2     |       |
| Partito dei Comunisti Italiani             | Fabrizio Mattei ✔️ Sindaco  | 50.826                      | 54,65 | 2.419                                | 2,70   | 1     |       |
| Socialisti Democratici Italiani            | Fabrizio Mattei ✔️ Sindaco  | 50.826                      | 54,65 | 1.687                                | 1,88   | -     |       |
| Federazione dei Verdi                      | Fabrizio Mattei ✔️ Sindaco  | 50.826                      | 54,65 | 1.340                                | 1,50   | -     |       |
|                                            | Andrea Pagnini              | 31.127                      | 33,47 | Forza Italia                         | 15.170 | 16,94 | 7     |
| Alleanza Nazionale                         | Andrea Pagnini              | 31.127                      | 33,47 | 12.458                               | 13,91  | 6     |       |
| Centro Cristiano Democratico - Patto Segni | Andrea Pagnini              | 31.127                      | 33,47 | 1.771                                | 1,98   | -     |       |
| Seggio al candidato sindaco                | Seggio al candidato sindaco | Seggio al candidato sindaco | 33,47 | 1                                    |        |       |       |
|                                            | Gino Neri                   | 4.249                       | 4,57  | Partito della Rifondazione Comunista | 4.182  | 4,67  | 1     |
|                                            | Lamberto Cecchi             | 3.794                       | 4,08  | Insieme per Prato                    | 3.518  | 3,93  | 1     |
|                                            | Marco Lamberti              | 1.101                       | 1,18  | Lega Nord                            | 1.687  | 1,88  | -     |
|                                            | Francesco Mazzeo            | 920                         | 0,99  | Unione Democratici per l'Europa      | 1.340  | 1,50  | -     |
|                                            | Teonilde Cupelli            | 747                         | 0,80  | I Liberal Sgarbi - Partito Liberale  | 719    | 0,80  | -     |
|                                            | Antonio Berti               | 236                         | 0,25  | Partito Umanista                     | 205    | 0,23  | -     |
| Totale                                     | Totale                      | 93.000                      |       |                                      | 89.569 |       | 40    |

## Provincia di Siena

### Colle di Val d'Elsa
| Candidati                 | Candidati                 | Voti   | %     | Liste                                | Voti   | %     | Seggi |
| ------------------------- | ------------------------- | ------ | ----- | ------------------------------------ | ------ | ----- | ----- |
|                           | Marco Spinelli ✔️ Sindaco | 7.715  | 66,37 | Democratici di Sinistra              | 6.232  | 56,88 | 13    |
| Partito Popolare Italiano | Marco Spinelli ✔️ Sindaco | 7.715  | 66,37 | 714                                  | 6,52   | 1     |       |
| Federazione dei Verdi     | Marco Spinelli ✔️ Sindaco | 7.715  | 66,37 | 208                                  | 1,90   | -     |       |
|                           | Leonardo Corsoni          | 2.458  | 21,14 | Polo per le Libertà                  | 2.397  | 21,88 | 4     |
|                           | Lorenzo Salvi             | 1.163  | 10,00 | Partito della Rifondazione Comunista | 1.127  | 10,29 | 2     |
|                           | Paolo Fiorentini          | 289    | 2,49  | Socialisti Democratici Italiani      | 279    | 2,55  | -     |
| Totale                    | Totale                    | 11.625 | 100   |                                      | 10.957 | 100   | 20    |

### Poggibonsi
| Candidati                 | Candidati            | Voti   | %     | Liste                                                            | Voti   | %     | Seggi |
| ------------------------- | -------------------- | ------ | ----- | ---------------------------------------------------------------- | ------ | ----- | ----- |
|                           | Luca Rugi ✔️ Sindaco | 10.086 | 58,99 | Democratici di Sinistra-Comunisti Italiani-Federazione dei Verdi | 8.681  | 53,41 | 12    |
| Partito Popolare Italiano | Luca Rugi ✔️ Sindaco | 10.086 | 58,99 | 809                                                              | 4,98   | 1     |       |
|                           | Roberto Michelotti   | 3.522  | 20,60 | Forza Italia-Alleanza Nazionale                                  | 3.365  | 20,70 | 4     |
|                           | Lorenzo Garibaldi    | 1.726  | 10,10 | Partito della Rifondazione Comunista                             | 1.690  | 10,40 | 2     |
|                           | Simone Gambassi      | 1.236  | 7,23  | I Democratici                                                    | 1.207  | 7,43  | 1     |
|                           | Sauro Vignozzi       | 527    | 3,08  | Socialisti Democratici Italiani                                  | 501    | 3,08  | -     |
| Totale                    | Totale               | 17.097 | 100   |                                                                  | 16.253 | 100   | 20    |